# Franc Kočevar
Franc Kočevar - Ciril, slovenski častnik, partizan, generalpolkovnik JLA in narodni heroj, * 16. september 1918, Metlika, † 2005.
Maja 1942 se je pridružil NOB in bil septembra istega leta sprejet v KPS. V partizanih je opravljal različne funkcije, med drugim je bil komandant Cankarjeve brigade in 15. divizije. Po končanem zdravljenju je 1948 postal komandant odreda JLA na območju STO, komandant vojaškega območja Šibenik, inšpektor v glavni inšpekciji JLA in sekretar za ljudsko obrambo SRS.

## Napredovanja
- polkovnik JLA (?)

## Odlikovanja
- red narodnega heroja
- red zaslug za ljudstvo I. stopnje
- red partizanske zvezde II. stopnje
- red bratstva in enotnosti II. stopnje
- red za hrabrost